# Mareil-Marly
Pour les articles homonymes, voir Mareil et Marly.
Mareil-Marly est une commune française située dans le département des Yvelines, en région Île-de-France.
Ses habitants sont appelés les Mareillois.

## Géographie

### Localisation
Mareil-Marly est située dans la région Île-de-France, au nord-est du  département des Yvelines.
La commune se trouve à 3,1 km au sud-ouest du Pecq, chef-lieu du canton, à 9,5 km au nord-ouest de la ville préfecture, Versailles, et à 19,9 km à l'ouest de la capitale, Paris.

### Communes limitrophes
| Fourqueux        | Saint-Germain-en-Laye | Le Pecq      |
|                  | Mareil-Marly          |              |
| L'Étang-la-Ville |                       | Marly-le-Roi |

### Climat
Pour des articles plus généraux, voir Climat de l'Île-de-France et Climat des Yvelines.
En 2010, le climat de la commune est de type climat océanique dégradé des plaines du Centre et du Nord, selon une étude du CNRS s'appuyant sur une série de données couvrant la période 1971-2000. En 2020, Météo-France publie une typologie des climats de la France métropolitaine dans laquelle la commune est dans une zone de transition entre le climat océanique et le climat océanique altéré et est dans la région climatique  Sud-ouest du bassin Parisien, caractérisée par une faible pluviométrie, notamment au printemps (120 à 150 mm) et un hiver froid (3,5 °C). 
Pour la période 1971-2000, la température annuelle moyenne est de 11,2 °C, avec une amplitude thermique annuelle de 14,5 °C. Le cumul annuel moyen de précipitations est de 683 mm, avec 10,8 jours de précipitations en janvier et 7,8 jours en juillet. Pour la période 1991-2020, la température moyenne annuelle observée sur la station météorologique la plus proche, située sur la commune de Trappes à 13 km à vol d'oiseau, est de 11,6 °C et le cumul annuel moyen de précipitations est de 686,3 mm,. Pour l'avenir, les paramètres climatiques de la commune estimés pour 2050 selon différents scénarios d'émission de gaz à effet de serre sont consultables sur un site dédié publié par Météo-France en novembre 2022.

## Urbanisme

### Typologie
Au 1er janvier 2024, Mareil-Marly est catégorisée grand centre urbain, selon la nouvelle grille communale de densité à sept niveaux définie par l'Insee en 2022.
Elle appartient à l'unité urbaine de Paris, une agglomération inter-départementale regroupant 407  communes, dont elle est une commune de la banlieue,,. Par ailleurs la commune fait partie de l'aire d'attraction de Paris, dont elle est une commune du pôle principal,. Cette aire regroupe 1 929 communes,.

### Voies de communication et transports

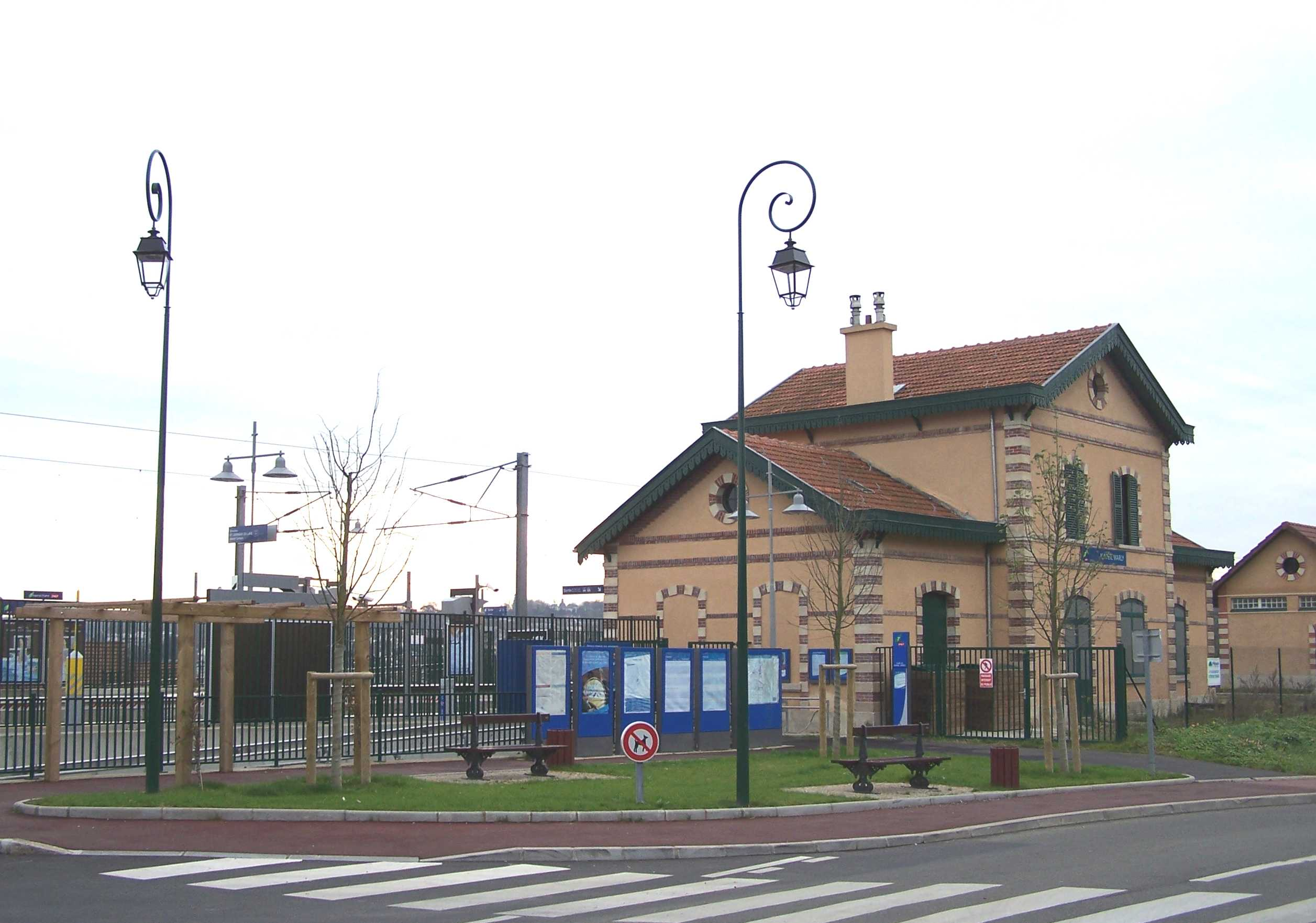
La gare de Mareil-Marly.

#### Voies routières
La commune est desservie par deux routes de relative importance :
- la route départementale 98 qui la relie à Saint-Germain-en-Laye au nord et à Saint-Nom-la-Bretèche et Les Clayes-sous-Bois au sud ;
- la route départementale 161 qui sert de limite ouest avec les communes du Pecq et de Marly-le-Roi et qui mène, vers le nord, au Port-Marly et l'échangeur route nationale 13 - route départementale 186 et vers le sud, à L'Étang-la-Ville.

#### Transport en commun
La commune est desservie par la gare de Mareil-Marly sur la Ligne 13 du tramway d'Île-de-France mise en service le 6 juillet 2022.
La commune est desservie par les lignes R5, 15 et 15S du réseau de bus Saint-Germain Boucles de Seine et par la ligne 27 (scolaire) du réseau de bus Centre et Sud Yvelines.

## Toponymie
Le nom de Mareil est attesté sous les formes Marolium en 747, Maroilus en 853, de Maroialos, Maroligum, Maroilo au IXe siècle, Marolio au XIe siècle, Mareil en 1279 dans une charte avec la mention « Moi Philippe, dit Le Voyer, écuyer de Mareil… », Mareil en 1793, Mareil-Marly en 1801.
Mareil, qu'on nomme Mareil-sous-Marly ou Mareil-Marly, pour le distinguer de plusieurs autres localités de ce nom, et notamment de Mareil-le-Guyon et de Mareil-sur-Mauldre, dans le même département.
Les terminaisons toponymiques -euil, -eil résultent généralement de l'évolution phonétique de l'appellatif toponymique gaulois ialon « lieu défriché, clairière, village » précédé de -o- (cf. gallois tir ial « clairière, espace découvert »), compris autrefois par les toponymistes comme un suffixe -ialo « champ, clairière ». Le premier élément Mar- semble représenter le gaulois maros « grand » comparable au breton meur (cf. nom de famille Le Meur).
Le sens global de *Maroialon, latinisé en Maroialum > Marolium au Moyen Âge en général, est donc celui « grand bourg », préférable à celui de « grande clairière » ou « grand défrichement ».
Le nom de Marly provient de marcilliacum, « domaine de Marcel », qui a donné marlacum, malliaco villa ou peut-être de merula, merle.

## Politique et administration

### Rattachements administratifs et électoraux
Antérieurement à la loi du 10 juillet 1964, la commune faisait partie du département de Seine-et-Oise. La réorganisation de la région parisienne en 1964 fit que la commune appartient désormais au département des  Yvelines et à son arrondissement de Saint-Germain-en-Laye , après un transfert administratif effectif au 1er janvier 1968.
Pour l'élection des députés, elle fait partie depuis 1986 de la sixième circonscription des Yvelines.
Elle faisait partie depuis 1793 du canton de Saint-Germain-en-Laye. Lors de la mise en place du département des Yvelines, elle est rattachée en 1967 au canton de Saint-Germain-en-Laye-Sud puis, en 1976, au canton du Pecq. Dans le cadre du redécoupage cantonal de 2014 en France, Mareil-Marly est rattachée à un nouveau canton de Saint-Germain-en-Laye.

### Intercommunalité
La commune était membre de la communauté de communes Saint-Germain Seine et Forêts créée le 1er janvier 2014 avant d'être transformée le 1er janvier 2015 en communauté d'agglomération sous le nom de communauté d'agglomération Saint-Germain Seine et Forêts.
Dans le cadre de la mise en œuvre de la loi MAPTAM du 27 janvier 2014, qui prévoit la généralisation de l'intercommunalité à l'ensemble des communes, et la constitution d'intercommunalités de plus de 200 000 habitants en seconde couronne d'Île-de-France afin qu'elles soient en mesure de dialoguer avec la métropole du Grand Paris, cette intercommunalité a fusionné avec ses voisines pour former, le 1er janvier 2016, la communauté d'agglomération Saint Germain Boucles de Seine dont est désormais membre la commune.

### Politique locale
La municipalité de Saint-Germain-en-Laye annonce fin 2017 le lancement d'une réflexion en vue d'une fusion de  Saint-Germain-en-Laye, Fourqueux, Mareil-Marly et l'Étang-la-Ville, qui prendrait la forme d'une commune nouvelle en janvier 2019,. Cela permettrait selon Saint-Germain-en-Laye de mieux influer et répondre aux enjeux induits par la métropole du Grand Paris tout en accentuant la représentativité des communes regroupées au sein de la communauté d'agglomération Saint Germain Boucles de Seine.
Toutefois, la majorité de Mareil-Marly éclate début 2018 à la suite du rejet du budget à deux reprises dans le cadre de l'opposition de certains conseillers municipaux à l'acquisition du Prieuré, une bâtisse située en centre-ville à proximité de l’église Saint-Étienne et de l’école des Violettes et disposant d’un grand terrain, entraînant la démission de l'équipe municipale.
De nouvelles élections municipales organisées le dimanche 23 septembre 2018 amènent la victoire dès le 1er tour de la liste conduite par Dominique Lafon (SE) qui, avec 59,14 % des voix, devance la liste de Thierry Bettini (27,35 %) et surtout celle de la maire sortante Brigitte Morvan (DVD, 13,49 %). Lors de la campagne, la liste du vainqueur avait milité contre la fusion,.
En 2020, la liste conduite par Dominique Lafon (SE) est réélue au second tour avec 60,89% des voix contre 39,11% pour Thierry Bettini (SE). La participation est de 53,78%.

## Population et société

### Démographie

#### Évolution démographique
L'évolution du nombre d'habitants est connue à travers les recensements de la population effectués dans la commune depuis 1793. Pour les communes de moins de 10 000 habitants, une enquête de recensement portant sur toute la population est réalisée tous les cinq ans, les populations de référence des années intermédiaires étant quant à elles estimées par interpolation ou extrapolation. Pour la commune, le premier recensement exhaustif entrant dans le cadre du nouveau dispositif a été réalisé en 2007.

En 2022, la commune comptait 3 984 habitants, en évolution de +14,29 % par rapport à 2016 (Yvelines : +2,72 %, France hors Mayotte : +2,11 %).
| 1793 | 1800 | 1806 | 1821 | 1831 | 1836 | 1841 | 1846 | 1851 |
| ---- | ---- | ---- | ---- | ---- | ---- | ---- | ---- | ---- |
| 408  | 394  | 386  | 369  | 338  | 358  | 327  | 351  | 338  |

| 1856 | 1861 | 1866 | 1872 | 1876 | 1881 | 1886 | 1891 | 1896 |
| ---- | ---- | ---- | ---- | ---- | ---- | ---- | ---- | ---- |
| 357  | 340  | 341  | 364  | 376  | 387  | 370  | 377  | 393  |

| 1901 | 1906 | 1911 | 1921 | 1926 | 1931 | 1936 | 1946 | 1954  |
| ---- | ---- | ---- | ---- | ---- | ---- | ---- | ---- | ----- |
| 397  | 411  | 457  | 530  | 600  | 784  | 868  | 843  | 1 018 |

| 1962  | 1968  | 1975  | 1982  | 1990  | 1999  | 2006  | 2007  | 2012  |
| ----- | ----- | ----- | ----- | ----- | ----- | ----- | ----- | ----- |
| 1 409 | 1 757 | 2 542 | 3 054 | 3 074 | 3 180 | 3 430 | 3 468 | 3 519 |

| 2017  | 2022  | - | - | - | - | - | - | - |
| ----- | ----- | - | - | - | - | - | - | - |
| 3 448 | 3 984 | - | - | - | - | - | - | - |

#### Pyramide des âges
En 2018, le taux de personnes d'un âge inférieur à 30 ans s'élève à 35,2 %, soit en dessous de la moyenne départementale (38 %). À l'inverse, le taux de personnes d'âge supérieur à 60 ans est de 25,4 % la même année, alors qu'il est de 21,7 % au niveau départemental.
En 2018, la commune comptait 1 695 hommes pour 1 752 femmes, soit un taux de 50,83 % de femmes, légèrement inférieur au taux départemental (51,32 %).
Les pyramides des âges de la commune et du département s'établissent comme suit.
| Hommes | Classe d’âge | Femmes |
| ------ | ------------ | ------ |
| 0,5    | 90 ou +      | 1,1    |
| 8,0    | 75-89 ans    | 9,7    |
| 15,4   | 60-74 ans    | 16,0   |
| 25,0   | 45-59 ans    | 25,7   |
| 13,3   | 30-44 ans    | 14,8   |
| 16,1   | 15-29 ans    | 14,4   |
| 21,7   | 0-14 ans     | 18,3   |

| Hommes | Classe d’âge | Femmes |
| ------ | ------------ | ------ |
| 0,6    | 90 ou +      | 1,4    |
| 6      | 75-89 ans    | 7,8    |
| 13,5   | 60-74 ans    | 14,8   |
| 20,7   | 45-59 ans    | 20,1   |
| 19,6   | 30-44 ans    | 19,9   |
| 18,5   | 15-29 ans    | 16,8   |
| 21,2   | 0-14 ans     | 19,2   |

## Économie
Mareil-Marly développe son économie avec ses magasins de proximité et ses services de santé, garages, soit tout ce dont un village de cette envergure a besoin[réf. nécessaire].

### Revenus de la population et fiscalité
En 2010, le revenu fiscal médian par ménage était de 69 550 €, ce qui plaçait Mareil-Marly au 12e rang parmi les 31 525 communes de plus de 39 ménages en métropole.

## Culture locale et patrimoine

### Lieux et monuments
- L'église Saint-Étienne de Mareil-Marly dont le clocher roman date du XIIe siècle et dont la nef a été remaniée au XVIe siècle.
- Le lavoir des Mariveaux, construit en 1885. Il est aujourd'hui[Quand ?] en ruine, un projet de restauration est en cours avec l'aide de la mairie et de la Fondation du patrimoine[réf. nécessaire].

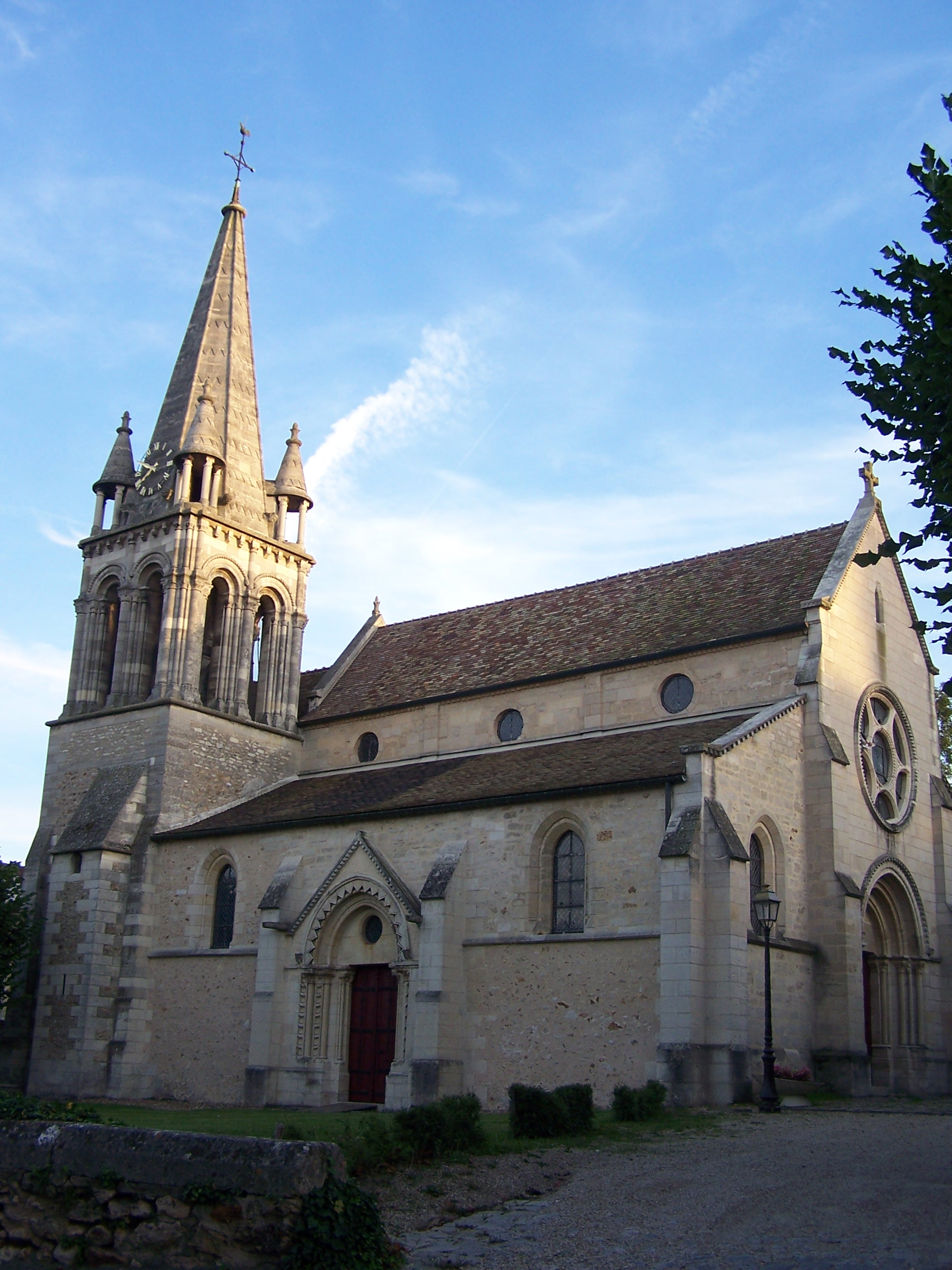
L'église Saint-Étienne.
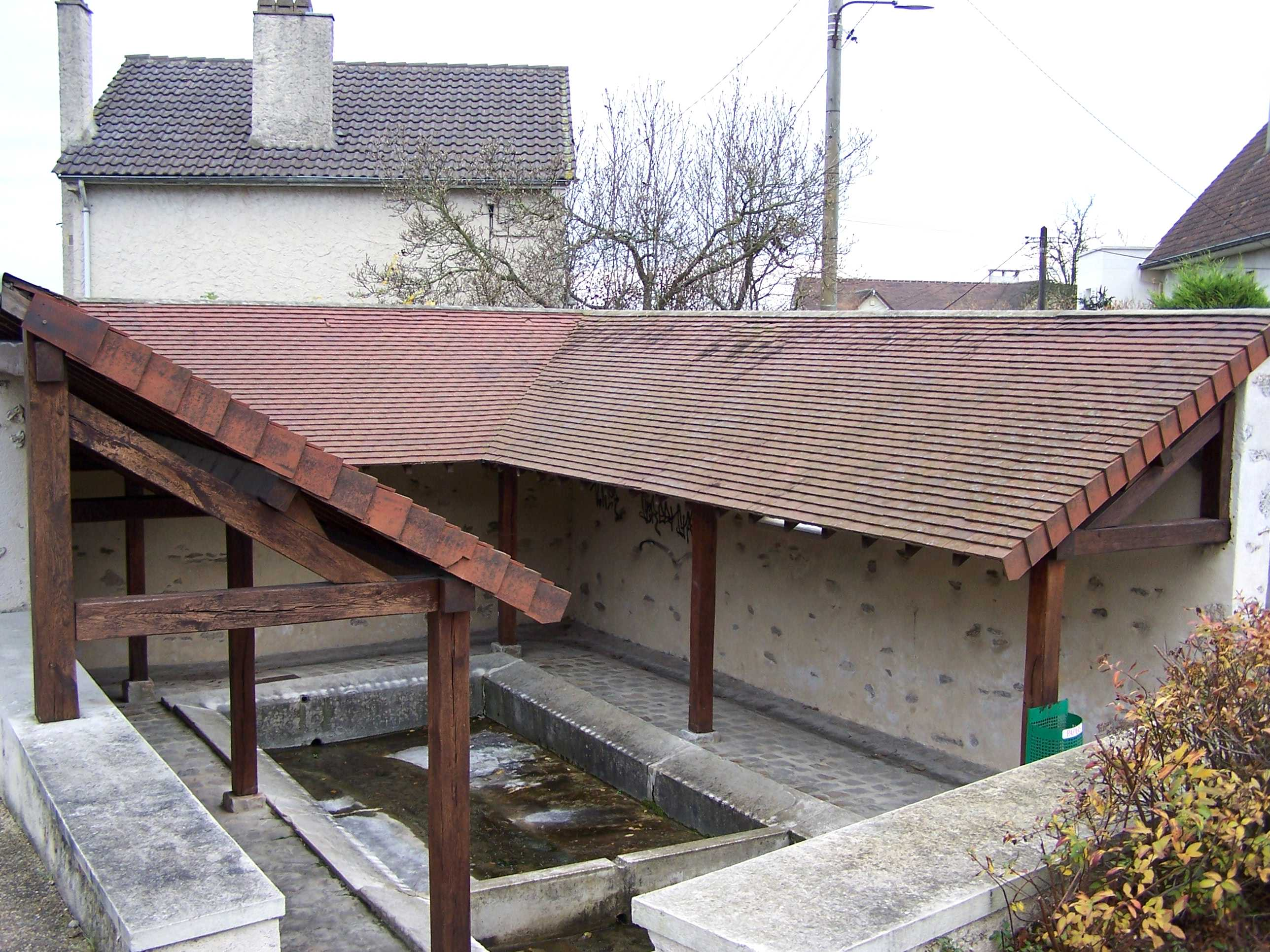
Le lavoir.
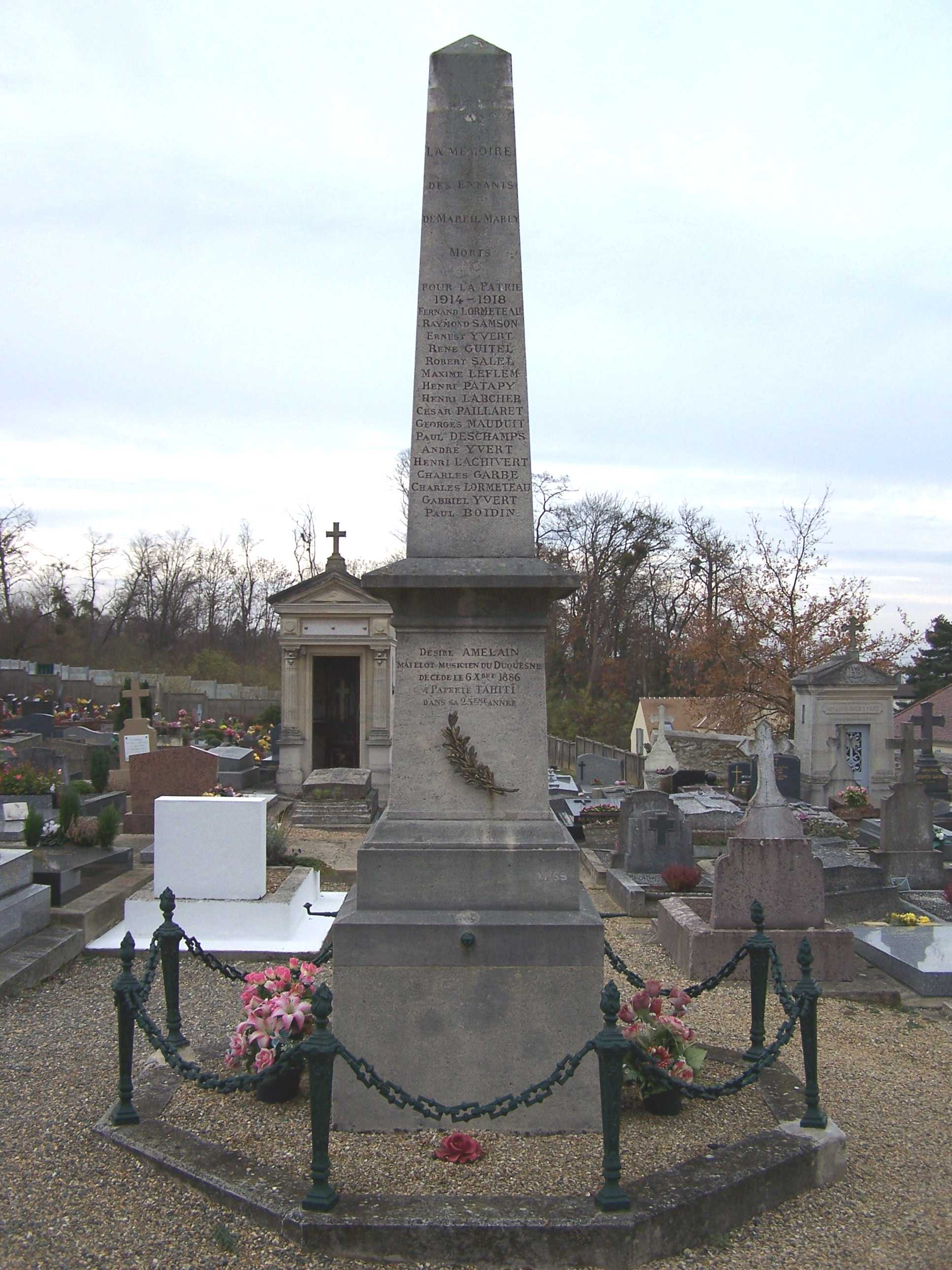
Le monument aux morts, au cimetière.

### Personnalités liées à la commune
- François-Edme Ricois (1795-1881) habitait Mareil-Marly, rue de Port-Marly, où il meurt.
- Céline Zahler et Armand Zahler ont reçu le titre de Juste parmi les nations par le comité pour Yad Vashem, dont les noms figure sur le mur d'honneur du Jardin des Justes à Jérusalem, mais également à Paris, dans l'allée des Justes, près du mémorial de la Shoah, rue Geoffroy-l'Asnier. Le couple Zahler a couvert les Clauvel de sa protection pendant deux ans, jusqu’à la Libération, alors que Mareil-Marly servait de base à une importante unité de l’artillerie anti-aérienne allemande et que des officiers allemands de haut rang y stationnaient[43].

- Philippe Noiret (1930-2006), acteur, a habité Mareil-Marly, où il possédait une maison jouxtant celle de l'acteur Jean Rochefort.
- Jean Rochefort, acteur.

### Héraldique
| Armes de Mareil-Marly | Les armes de Mareil-Marly se blasonnent ainsi : d'azur aux deux épées d'argent posées en sautoir, cantonnées de quatre fleurs de lys d'or. |